# رومن شیروکوف

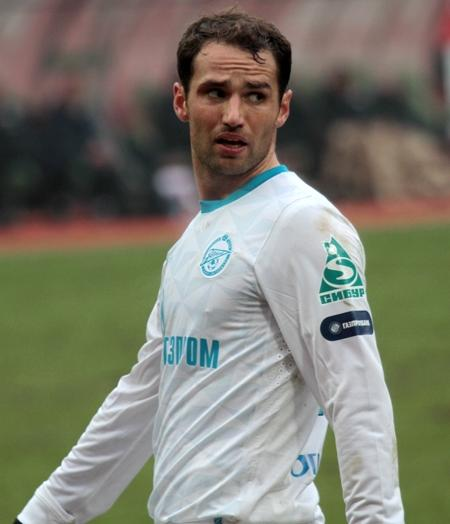
رومن شیروکوف

رومن شیروکوف (زادهٔ ۶ ژوئیهٔ ۱۹۸۱) بازیکن فوتبال اهل کشور روسیه است.
وی برای تیم ملی روسیه ۲۵ بازی انجام داده و ۷ گل به ثمر رسانده‌است. پست تخصصی این بازیکن نیز، هافبک است.